# Немирів
Не́ми́рів — місто в Україні, центр Немирівської міської громади Вінницького району Вінницької області. Населення міста на початок 2022 року, становило — 11 421 ос.

## Історія

### Давнина
Місцевість, де розташований райцентр Немирів, заселена здавна. В урочищі Городище, неподалік Немирова, виявлено залишки поселення трипільської культури. У цьому ж урочищі є одне з найбільших (150 га) скіфських городищ VII—VI ст. до н. е. — Немирівське городище. Воно оточене могутніми валами — 32 метри завширшки, 9 метрів заввишки та 5,5 км завдовжки.

### Раннє Середньовіччя
У Х—ХІ ст. на цьому місці існувало давньоруське поселення. За переказами, на місці цього поселення виникло місто Мирів, яке під час татарської навали було вщент зруйноване.

### Пізнє Середньовіччя
Наприкінці XIV ст. виникло нове місто Немирів. Перша письмова згадка про місто припадає на 1506 рік.
Немирів належав ймовірно боярам Немирам. Після цього місто Немирів належало руському князівському роду Святополк-Четвертинських (або просто Четвертинських). Відомо що Немирів належав князю Федору Івановичу Четвертинському, а пізніше його сину Матвію Святополк-Четвертинському. Через шлюб єдиної доньки Анни з брацлавським воєводою Іваном-Янушем Збаразьким Немирів перейшов до роду князів Збаразьких. Після вигасання роду князів Збаразьких Немирів у 1632 році перейшов до князів Вишневецьких.
Дослідники вважають, що саме Іван Збаразький заклав місто за сучасними на той момент містобудівними принципами та уфортифікував його. На історичній картографії віднайшли зображення давніх укріплень Немирова, які являли собою бастіонові укріплення замкового півострову та два напівкільця міських укріплень.

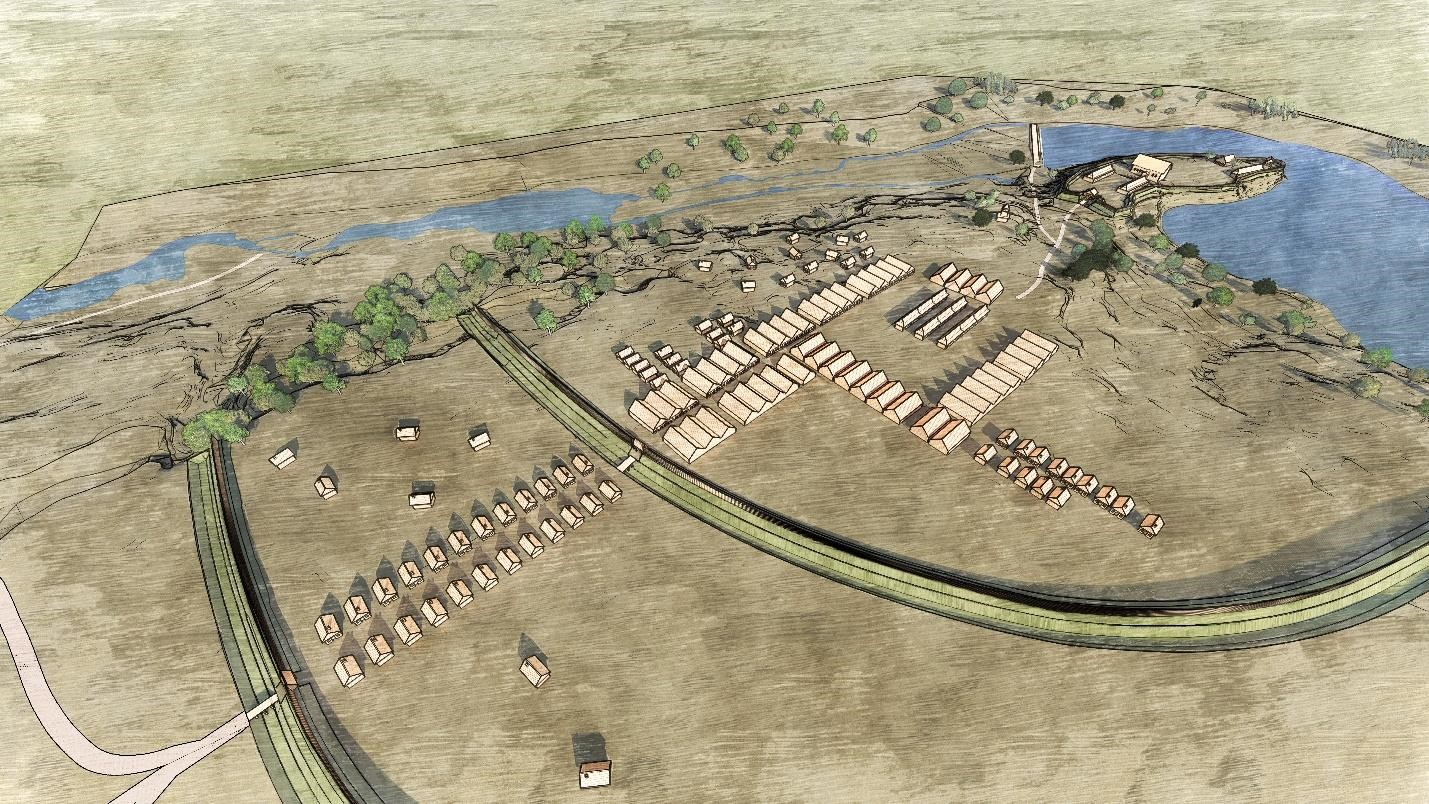
Реконструкція вигляду міста Немирів у XVI-поч. XVIII ст.

### Ранній модерн
Немирів був одним із центрів боротьби українського народу проти шляхетського гніту і насильницького ополячення. В роки козацького повстання, яке очолював Наливайко Северин, населення Немирова та навколишніх сіл діяло в його загонах. Воно брало участь в антишляхетських повстаннях і заворушеннях 1607, 1612, 1614 та наступних років, а також у війні проти соціального і національного поневолення в 1648–1657 роках. Єврейське населення міста дуже постраждало 31 травня 1648 року, коли козаки, без бою, під виглядом загону Речі Посполитої, ввійшли в Немирів де жорстоко знищили тисячі євреїв, у тому числі біженців з навколишніх сіл і містечок, які ховалися у немирівський фортеці.
Того ж року князь Ярема Вишневецький, щоб помститись полковнику Максиму Кривоносу напав на Немирів і вирізав там 3000 козаків та міщан, які сприяли козакам. Як тільки князь Ярема Вишневецький покинув місто, місцеве населення вирізало 200 драгунів, яких він залишив в Немирові. З того часу місто переходило з рук у руки.
У 1670 його зайняв гетьман Петро Дорошенко. У 1671 місто здобув великий коронний гетьман Ян Собеський. Пізніше знову Петро Дорошенко зайняв Немирів і в 1674 змушений був його уступити. В 1678 Немирів був сильно знищений турками, так що з квітучого міста залишились лише руїни.
У 1677—1679 рр. Немирів був столицею гетьмана Юрія Хмельницького під протекторатом Османської імперії.
В 1677 турки зробили Немирів столицею новоутвореного князівства. Князем сарматським був призначений Юрій Хмельницький, перед ним урядовцем був гетьман Дука з резиденцією в Печарі. Місто почало швидко залюднюватися татарськими та вірменськими купцями.
Для Юрка Хмельницького було збудовано велику резиденцію з дерева, обнесену високим частоколом. Біля ставу поставлено кілька десятків будинків козацької старшини. Хмельницький отримав від кам'янецького коменданта Галіль Паші 200 охоронців. Євреї розмістилися на зруйнованому ринку. Після Хмельницького управителем один рік був Драгинич.
Після нього Немирів був взятий знову королем Речі Посполитої Яном III Собеським, який поставив тут свого урядовця гетьмана Стефана Куницького, замордованого невдовзі в Могильові. Після цього, до Карловицької угоди 1699, Немирів перебував в османських руках.
Після 1699 Немирівський замок мав своїх комендантів: Вільгельма Ріппе (по 1707), Барша (1707—1718), в 1726 — Флоріана Шелінга.

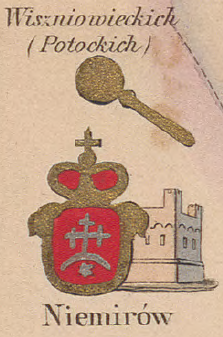
Немирів на мапі Зигмунда Герстмана

В 1711 р. Немирів без бою було зайнято армією гетьмана Пилипа Орлика, під час його походу на Правобережжя проти московської влади. Того ж року місто відвідав данський дипломат Юст Юль, залишивши наступний опис:
| Я досяг опівдні Немирова. Це невеличке, майже зовсім порожнє місто. Оточують його, по-перше, зовнішні вали, потім є ще інша стіна, яка поки будується. Саме місто всередині неї. Певна кількість населення живе між зовнішніми укріпленнями й містом. Власне, Немирів — жалюгідне, безлюдне місто з переважно зруйнованими будинками. Однак і остання його хатина чистіша за найохайніші російські світлиці.[3] |
1737 в Немирові відбувся з'їзд трьох монархій: австрійської, російської та османської.
За люстрацією 1775 в Немирові було 140 осель, та на передмістях 186 осель.
Від Вишневецьких Немирів перейшов до Потоцьких. Найбільше сприяв розвитку міста Вінцентій Потоцький. Він заклав тут ряд фабрик: для виготовлення полотна, перкалю, сукна, шкіряну, бляхову, фарбову. Його коштом був збудований костел та вища військова школа для шляхетної молоді, навчання в якій він сам оплачував, відкрита бібліотека. Він вибудував тут собі палац та заклав парк.
В 1791 в Вінцентія Потоцького перебував Тадеуш Костюшко. Після третього поділу Речі Посполитої Вінцентій Потоцький змушений був продати Немирів Станіславу Потоцькому з Тульчина. Станіслав Потоцький переписав Немирівський ключ на свого сина Юрія Потоцького. Після того як Юрій покинув край, Немирів дістався Софії Потоцькій. Вінцентій Потоцький та пізніше Станіслав Потоцький залишили для шкіл грошові фундації, які використовувались до 1815 р.
1811 р. в Немирові було знищено пожежею велику частину міста, церква та лютеранська кірха.
В 1815 Софія Потоцька власним коштом збудувала в Немирові будинок для гімназійної 4 — класової повітової школи та збільшила бібліотеку. Кошти на школу записав Станіслав Потоцький та частину надавав уряд. В 1820 в школі було 365 учнів. При ній в 1834 Болеслав Потоцький заклав початкову школу.
В кін. 19 ст. Немирів мав 843 оселі і 5409 мешканців, та два передмістя: Штиловка та Поділ (с. Штилівка і с. Лукашівка включені в міську смугу в період 1926—1931). В місті був католицький костел, збудований 1806 Станіславом Потоцьким, лютеранська кірха, збудована Вінцентієм Потоцьким, спалена 1811 та пізніше відновлена, церква, 8-класова гімназія, жіноча прогімназія, броварня, аптека, парова винокурня з апаратом Блюмонтала, фабрика тютюну, фабрика свічок.
В 1898 в Немирові жило 8000 мешканців.

### Новий час
З Немировом тісно пов'язані імена видатних діячів української та російської культур XIX століття. В місті Немирові народився російський поет М. Некрасов, тут жила російська і українська письменниця Марко Вовчок (М. О. Вілінська), у Немирівській гімназії викладав малювання друг Т. Шевченка — І. Сошенко, який брав участь у викупі поета із кріпацької неволі, а також друг великого Кобзаря — М. Чалий, один із перших його біографів. У Немирівській гімназії навчались російський письменник А. О. Новодворський (А. Осипович), актор і антрепренер Є. Я. Недєлін (Є. Недзельський), польські письменники Т. Єж, І. Антоні (Ролле), письменник-патріот М. Трублаїні. До гімназії часто приїжджав хірург і педагог М. Пирогов, який тривалий час був її попечителем.

### Період Визвольних змагань 1917—1921 років
Навесні 1918 р. в Немирові та околицях перебували частини 3-го Польського корпусу зі складу колишньої російської армії, що відступили з Києва для захисту майна місцевих землевласників польського походження. 13-17 квітня 1918 р. біля Немирова відбувся бій між поляками та селянськими збройними загонами, що прагнули заволодіти цим майном, після якого польський корпус був виведений до регіону Хмільник-Пиків-Янів, а потім роззброєний австрійцями.
В січні 1920 р. більшовиками були розстріляні графиня Щербатова та її молода хвора дочка за те, що віддали Немирівський палац (маєток з майном) під шпиталь воякам Української Галицької Армії.
З 1924 р. смт.

### Сучасність

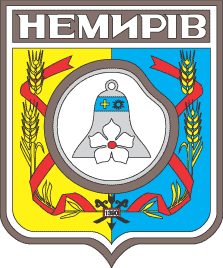
Попередній варіант герба міста Немирів

21 лютого 2014 року у центрі міста було повалено пам'ятник Леніну.
19 лютого 2016 року розпорядженням Немирівської міської ради повернені історичні та надані нові назви вулицям та провулкам міста Немирова.

## Населення
| Рік  | Чисельність | Чисельність |
| ---- | ----------- | ----------- |
| 1849 | 400         |             |
| 1858 | 5419        |             |
| 1888 | 6532        |             |
| 1893 | 6864        |             |
| 1897 | 8920        |             |

| Рік  | Чисельність | Чисельність |
| ---- | ----------- | ----------- |
| 1905 | 7508        |             |
| 1923 | 6030        |             |
| 1926 | 7300        |             |
| 1931 | 6769        |             |
| 1939 | 8177        |             |

| Рік  | Чисельність | Чисельність |
| ---- | ----------- | ----------- |
| 1959 | 6773        |             |
| 1970 | 9689        |             |
| 1979 | 10 998      |             |
| 1989 | 11 303      |             |
| 2001 | 12 082      |             |

| Рік  | Чисельність | Чисельність |
| ---- | ----------- | ----------- |
| 2011 | 11 826      |             |
| 2016 | 11 822      |             |
| 2021 | 11 563      | [ 8 ]       |
| 2022 | 11 421      | [ 9 ]       |

| Рік  | Чисельність | Чисельність |
| ---- | ----------- | ----------- |
| 1849 | 400         |             |
| 1858 | 5419        |             |
| 1888 | 6532        |             |
| 1893 | 6864        |             |
| 1897 | 8920        |             |

| Рік  | Чисельність | Чисельність |
| ---- | ----------- | ----------- |
| 1905 | 7508        |             |
| 1923 | 6030        |             |
| 1926 | 7300        |             |
| 1931 | 6769        |             |
| 1939 | 8177        |             |

| Рік  | Чисельність | Чисельність |
| ---- | ----------- | ----------- |
| 1959 | 6773        |             |
| 1970 | 9689        |             |
| 1979 | 10 998      |             |
| 1989 | 11 303      |             |
| 2001 | 12 082      |             |

| Рік  | Чисельність | Чисельність |
| ---- | ----------- | ----------- |
| 2011 | 11 826      |             |
| 2016 | 11 822      |             |
| 2021 | 11 563      | [ 8 ]       |
| 2022 | 11 421      | [ 9 ]       |

### Національний і мовний склад

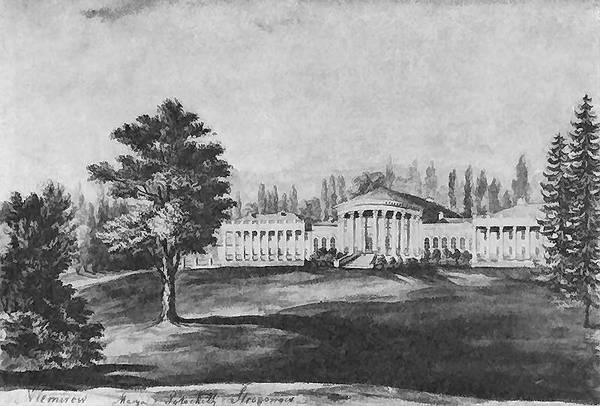
Палац Потоцького. Наполеон Орда

| Національність | %       | Належна мова | %       |
| -------------- | ------- | ------------ | ------- |
| українці       | 97.48 % | українська   | 98.22 % |
| росіяни        | 2.01 %  | російська    | 1.60 %  |
| білоруси       | 0.11 %  | білоруська   | 0.06 %  |
| поляки         | 0.11 %  | румунська    | 0.04 %  |
| євреї          | 0.10 %  | вірменська   | 0.02 %  |
| інші           | 0.19 %  | інші         | 0.06 %  |

## Архітектурні та історичні пам'ятки

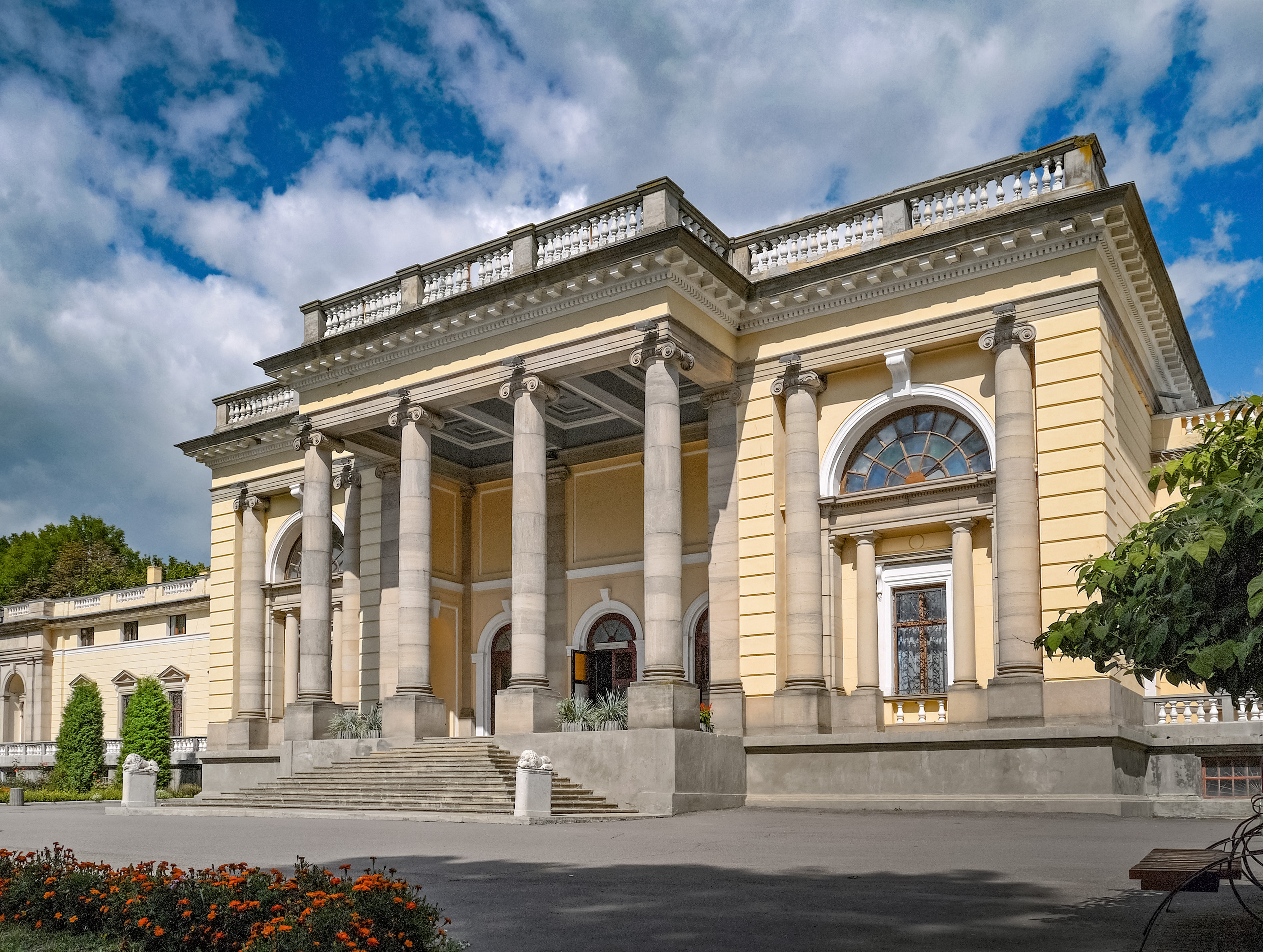
Палац Щербатових

- Палац Щербатових і парк, закладений у XIX ст. (архітектор Іржі Стібрал);
- Костел Святого Йосипа Обручника (1806). Вимурований коштом Станіслава Потоцького;
- Свято-Троїцький монастир (1645), Троїцька церква (1881);
- Чоловіча гімназія (1838);
- Електростанція та млин (архітектор І. Стібрал).

У місті встановлено пам'ятники: М. Некрасову (1971, скульптор О. Скобліков, архітектори В. Жигулін і Антоній Крейчі), Марко Вовчок (1975, скульптор Петро Мовчун, архітектор Олексій Гайдученя), Івану Франкові встановлений пам'ятник 23 серпня 2011 року.
Археологічною пам'яткою є Немирівське городище, розташоване за 3 км від міста.

## Немирівський парк

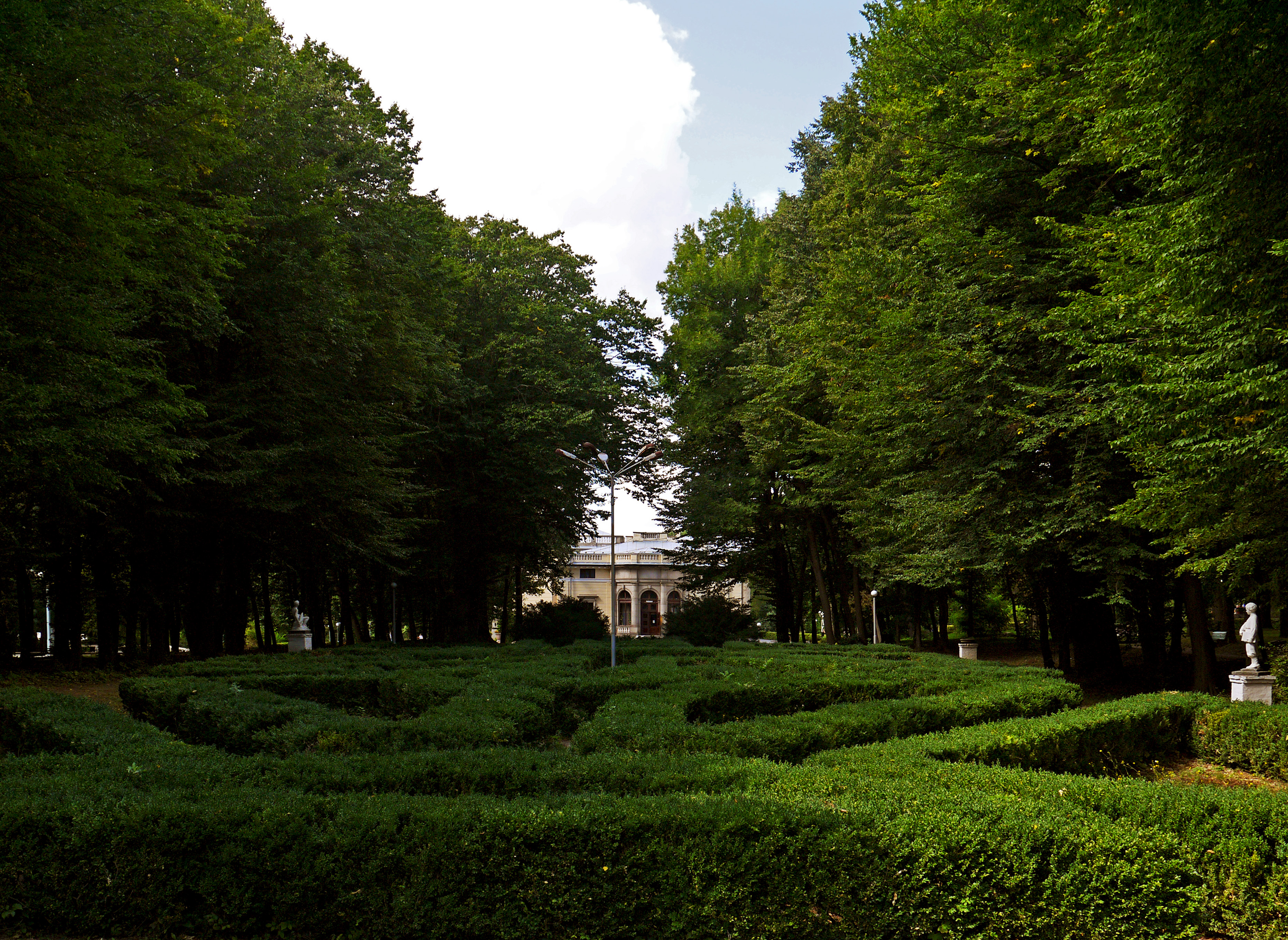
Немирівський парк

Памяткою садово-паркового мистецтва у місті Немирові є парк палацу княгині Щербатової, який був закладений 1787 року польським магнатом Вінцентієм Потоцьким. Площа Немирівського парку становить 85 гектарів. На території південної частини парку функціонує система ставків. Немирівський парк здобув природоохоронний статус відповідно до постанови колегії Держкомітету Ради Міністрів УРСР по екології і раціональному природокористуванню № 18 від 30 серпня 1990 року. 2017 року виповнилось 230 років з дня заснуванням Немирівського національного дендрологічного парку. Наказом № 158 від 10 квітня 2013 року, який був виданий Міністерством екології та природних ресурсів, затверджено положення про парк-пам'ятку садово-паркового мистецтва загальнодержавного значення «Немирівський парк».

## Промисловість

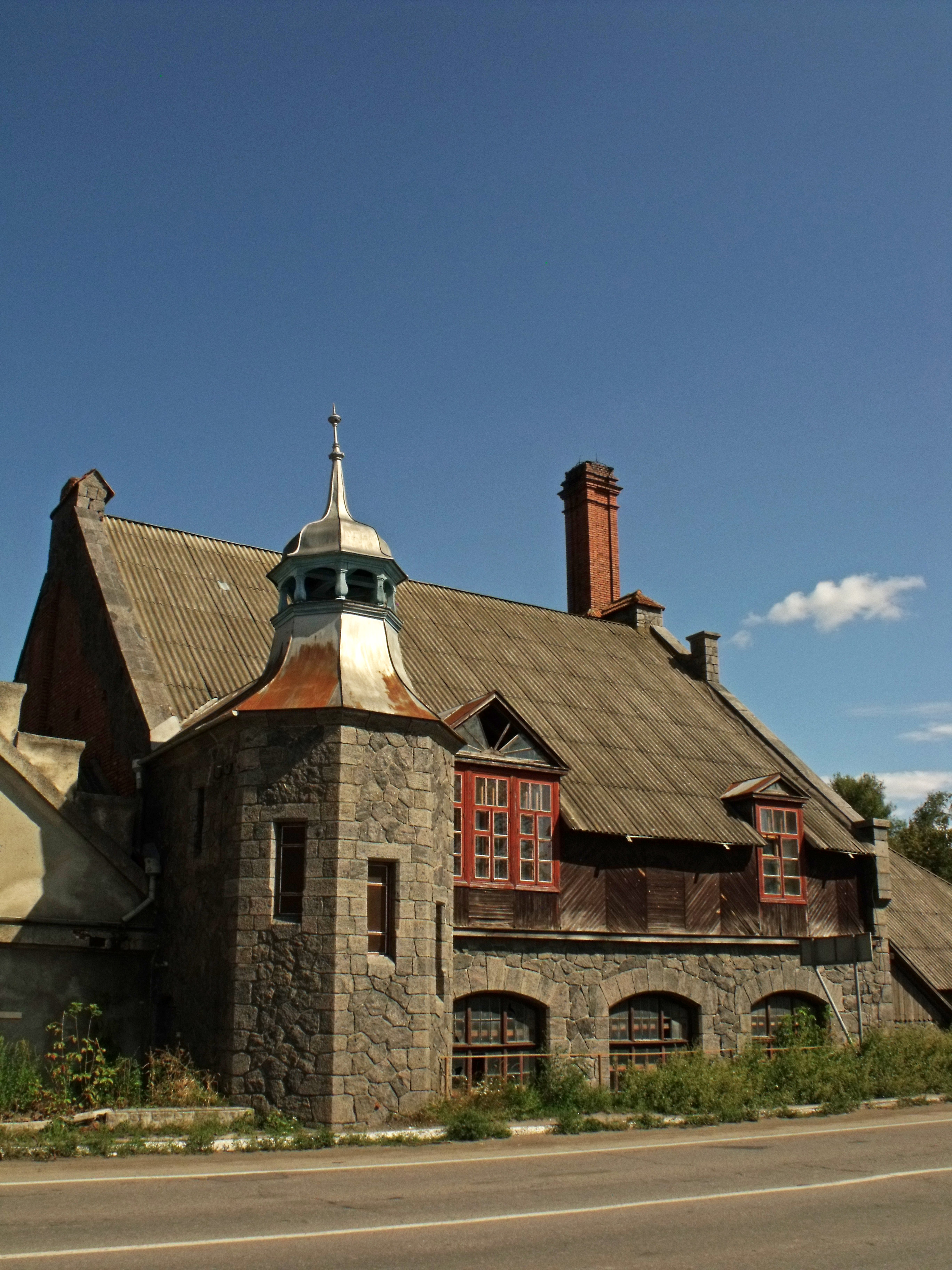
Електростанція та млин

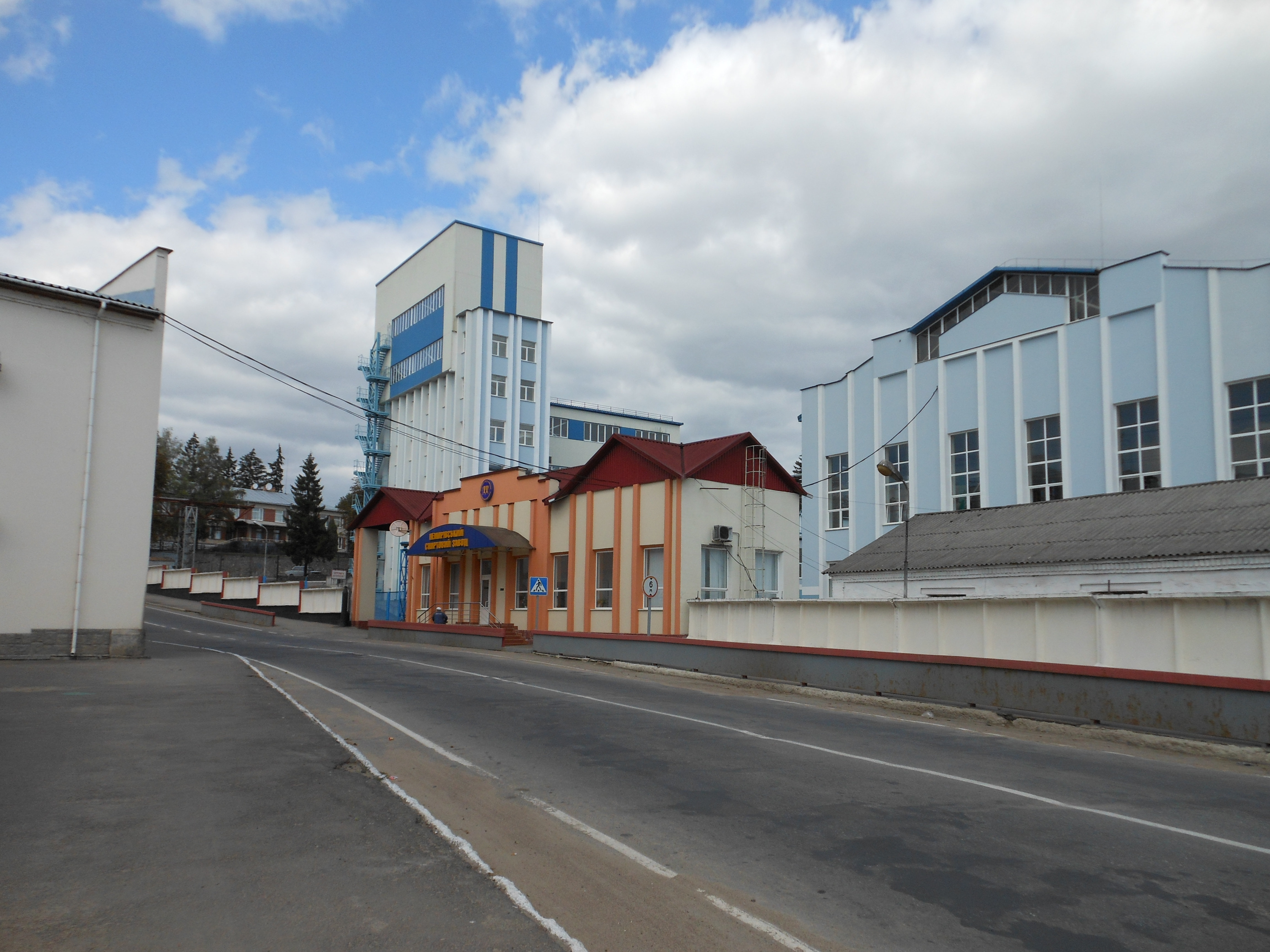
Немирівський спиртовий завод (2012)

Немирівський спиртозавод є базовим підприємством торговельної марки «Nemiroff», широко відомої в світі. Власне від назви міста і походить назва торговельної марки.
У Немирові також функціюють комбінат хлібопродуктів, заводи: цукровий (розграбований новими власниками вщент у 2009—2010 роках), цегельний, залізобетонних виробів, та швейна фабрика.

## Освіта, культура і соціальна інфраструктура
У Немирові 3 загальноосвітніх школи, музична та спортивна школи.
Функціює міський палац культури, будинок культури, кінотеатр, кілька клубів.
Музеї міста - краєзнавчий та два літературно-меморіальних: М. Некрасова та Марко Вовчок.
Медицина і оздоровлення представлені районною лікарнею та санаторієм «Авангард».

Схема території санаторію «Авангард» у Немирові (Палац княгині Щербатової)

Санаторій має унікальну радонову мінеральну воду, власного родовища, одну з найкращих в Україні. Повна назва санаторію — Дочірнє підприємство "Клінічний санаторій «Авангард» ЗАТ «Укрпрофоздоровниця». Він є багатопрофільним лікувально-оздоровчим та реабілітаційним закладом цілорічного функціонування з надзвичайно багатими та добрими традиціями.
Санаторій «Авангард» розташований у приміщеннях комплексу Палацу княгині Щербатової.

## Релігія
Православні християни
Свято-Покровська парафія міста Немирова Вінницько-Тульчинської єпархії Української Православної Церкви (Православна Церква України). 4 червня 2016 року Високопреосвященний Михаїл, архієпископ Вінницький і Брацлавський, звершив чин освячення Свято-Покровського храму.
На релігійній мапі міста також присутній 800-річний Свято-Троїцький ставропігійний жіночий Немирівський монастир Київської єпархії Української православної Церкви.
Собор Архістратига Михаїла в Немирові — це новий християнський собор Української православної Церкви на центральній площі міста. Своє освячення собор отримав з рук митрополита Київського Володимира у 2008 р. Б., а нижній його храм був оновлений владикою двома роками пізніше.
Римо-католики
Святинею католиків західного обряду у Немирові є Костел св Йосифа Ремісника (також вживається Юзефа або Йосипа Обручника). У 1995 році, коли всі релігійні табу були офіційно зняті, храм повернули римо-католикам, які у 1995—1997 роках його відремонтували. 1 травня 1999 року костел консекрував єпископ Леон Дубравський. Парафію обслуговують дієцезіальні священники.
Християни-протестанти
Церква Адвентистів сьомого дня в Немирові, пастор церкви Мазко Сергій Володимирович.
Баптистська церква «Бог є любов», що знаходиться на місці колишньої лютеранської кірхи.
Юдаїзм
Спадщиною єврейської спільноти міста залишилося кладовище. На його території збереглося кількасот кам'яних мацев (надгробків) з XIX—XX століть. Неподалік кладовища в часи Другої світової війни було розстріляно представників єврейської громади тож воно є місцем пам'яті, адже на території є велика кількість братських могил.

## Транспорт

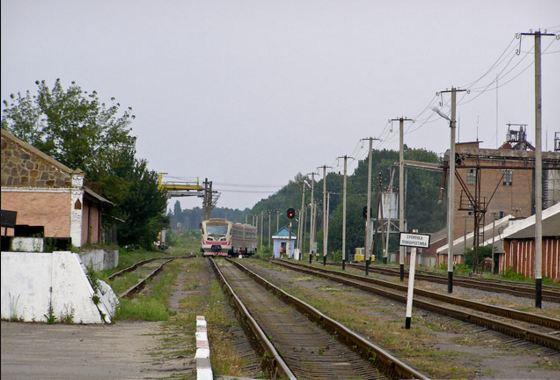
Приміський дизель-поїзд Христинівка — Вінниця прибуває до станції Немирів

На окраїні міста Немирова розташована однойменна залізнична станція, де курсує приміський поїзд «Гайворон — Вінниця».
Через місто проходить і автошляхи E50М12 та Черкаси — Умань — Гайсин — Брацлав (317 км), побудований у 1961 році під керівництвом інженера Степана Кожум'яки.

## Відомі люди

### Народилися
- Болтян Денис Володимирович 24.10.1995 року — воїн-захисник України, учасник Революції Гідності, учасник АТО/ООС із 2016 року у складі 93 ОМБр "Холодний Яр", сержант 10 ОГШБ, 109 батальйону. Загинув 7.03.2022 року біля села Кухарі, Вишгородського району, Київської області, в боях з агресором в ході відбиття російського вторгнення в Україну. Нагороджений орденом за Мужність «ІІІ ступеня» посмертно. Похований із побратимами на Алеї Слави міста Івано-Франківськ .
- Барановський Полікарп Павлович — інженер-винахідник, акустик та музикознавець.
- Бугова Лія Ісаківна — театральна акторка, народна артистка УРСР
- Власюк Олександр Степанович — український економіст, член-кореспондент НАН України
- Гаккебуш Валентин Михайлович — вчений-психіатр, професор.
- Гаккебуш Любов Михайлівна — українська драматична акторка, педагог, народна артистка України.
- Галаченко Олександр Олександрович (* 1968) — доктор економічних наук, професор, заслужений лікар України, лауреат Державної премії України в галузі науки і техніки.
- Головащенко Роман Олександрович — український боксер.
- Грувман Михайло Йосипович — єврейський поет, писав на їдиш.
- Данилевський Андрій Іванович — козак 4-ї Київської дивізії Армії УНР, Герой Другого Зимового походу.
- Діденко Ірина Вікторівна (* 1986) — кандидат юридичних наук, заслужена юристка України, прокурорка.
- Добжанський Теодосій (Феодосій) Григорович — визначний американський біолог, генетик, зоолог, ентомолог, еволюціоніст українського походження.
- Китастий Віктор Григорович — американський професор, вчений, дипломат, музикант, культуролог, громадсько-культурний діяч українського походження.
- Круг Карл Адольфович — один з впроваджувачів плану ГОЕЛРО.
- Мороз Захар Петрович — український радянський драматург і літературознавець
- Московець Олександр (1977 — 18 серпня 2022) — воїн-захисник України, учасник російсько-української війни.[19]
- Мордехай Намір (1897—1975) — ізраїльський політик
- Некрасов Микола Олексійович — російський поет.
- Ольшанецький Яків Йосипович (1898—1982) — український живописець.
- Оврах Андрій Володимирович — український скульптор, член Національної спілки художників України.
- Сидоренко Дарія Антонівна — українська вишивальниця, заслужений майстер народної творчості УРСР.
- Усач Григорій Давидович — український і єврейський поет, прозаїк, драматург.
- Чулко Микола Федорович (1947—2014) — український живописець, Заслужений художник України.
- Хуторянський Ігор Миколайович — український композитор і педагог.
- Янченко Анатолій Якович — український письменник, член Спілки письменників України. Закінчив у Немирові школу та педагогічне училище.
- Ігнатович-Балінський Гнат Гнатович (1898—1978) — український режисер, актор, педагог.

### Проживали
- Янюк Микола Іванович (1961—2015) — солдат Збройних сил України, учасник російсько-української війни.
- Марко Вовчок (Марія Вілінська; 1856—1858) — українська письменниця, перекладачка, видавниця та феміністка.
- Недєлін Євген Якович (справжнє прізвище — Недзельський; 1850—1913) — актор, антрепренер, педагог, театральний діяч. Навчався у Немирівській гімназії.

## Галерея

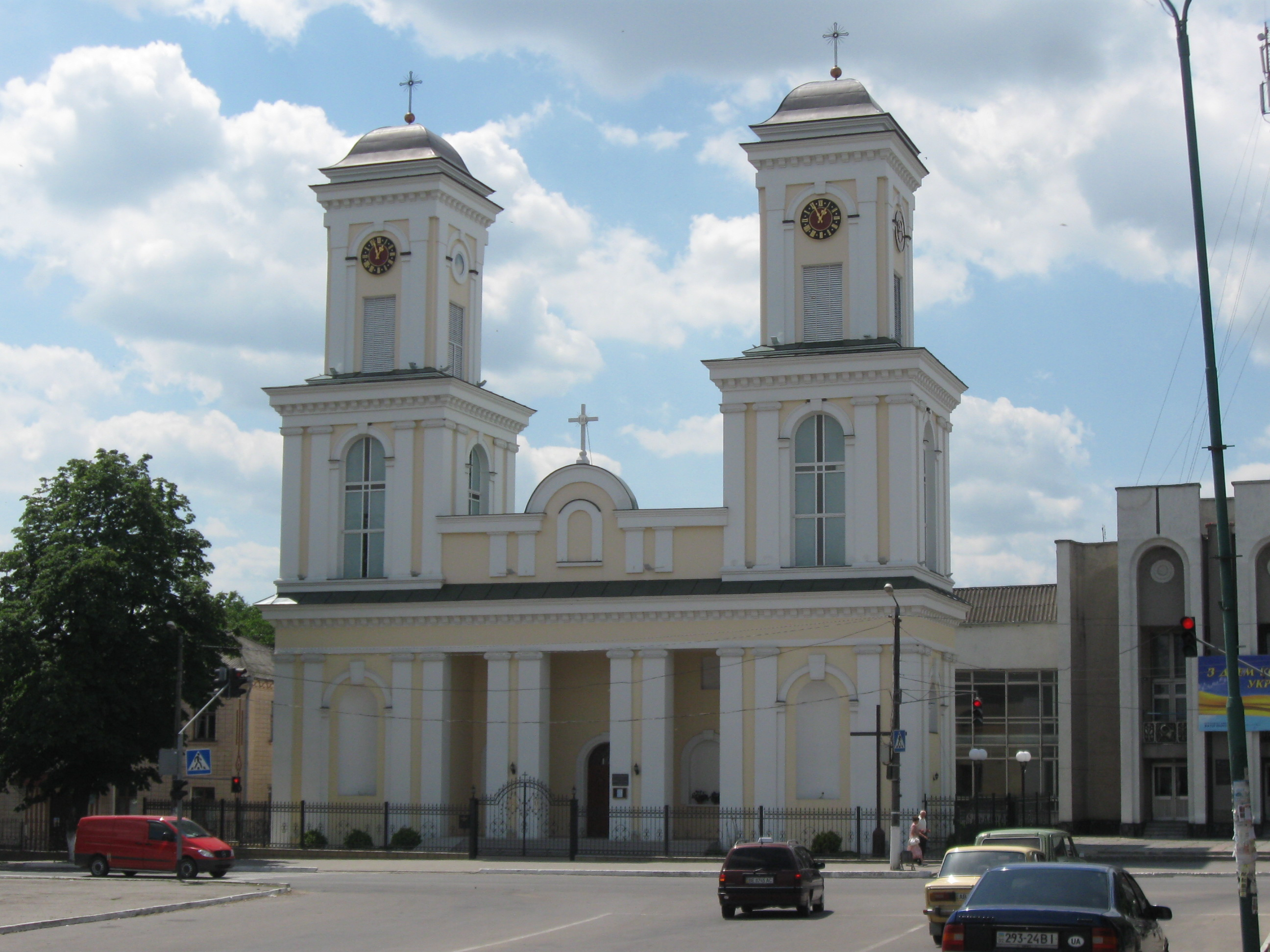
Костел Святого Йосипа Обручника
Собор Архістратига Михаїла
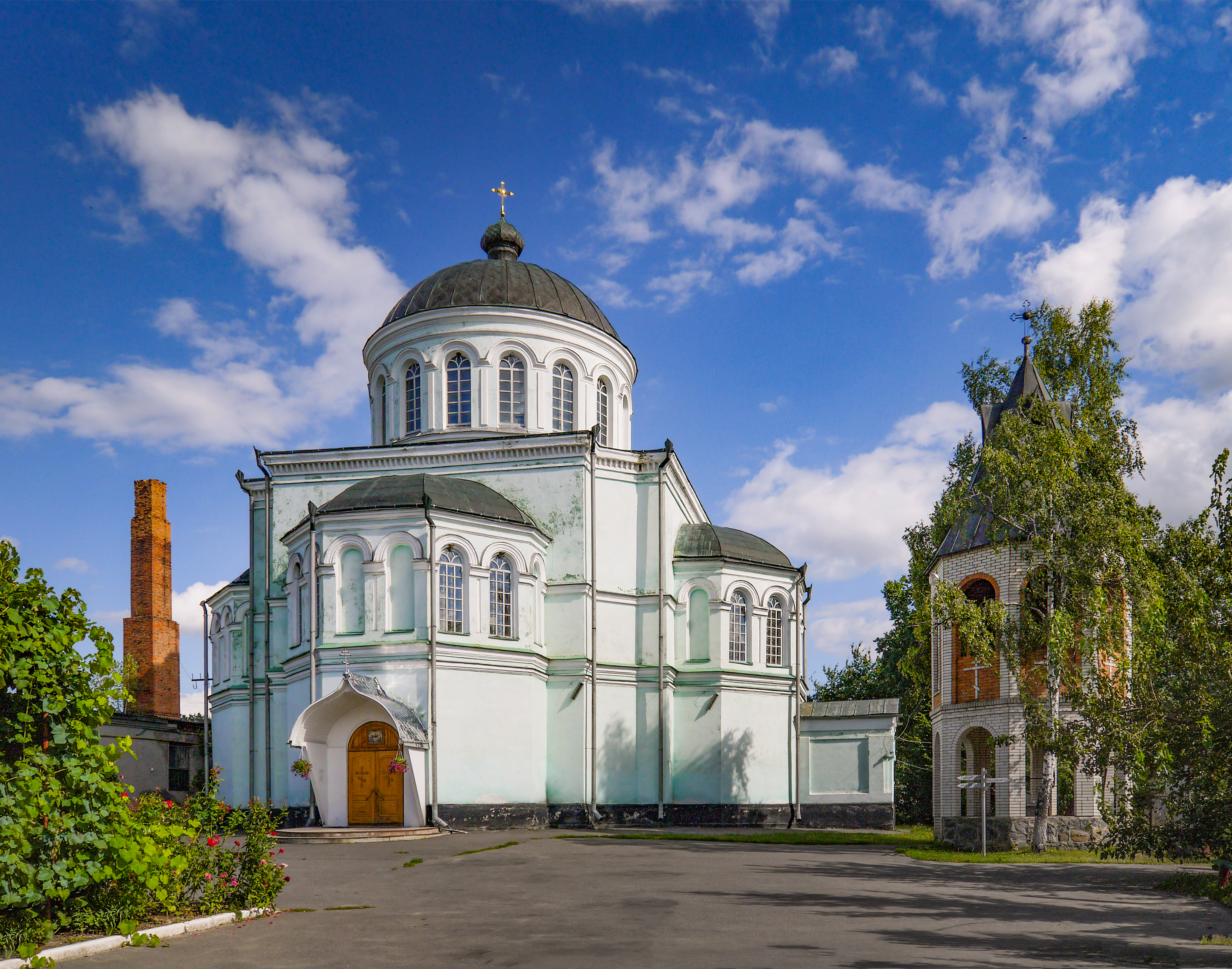
Свято-Троїцький жіночий монастир (Троїцька церква)
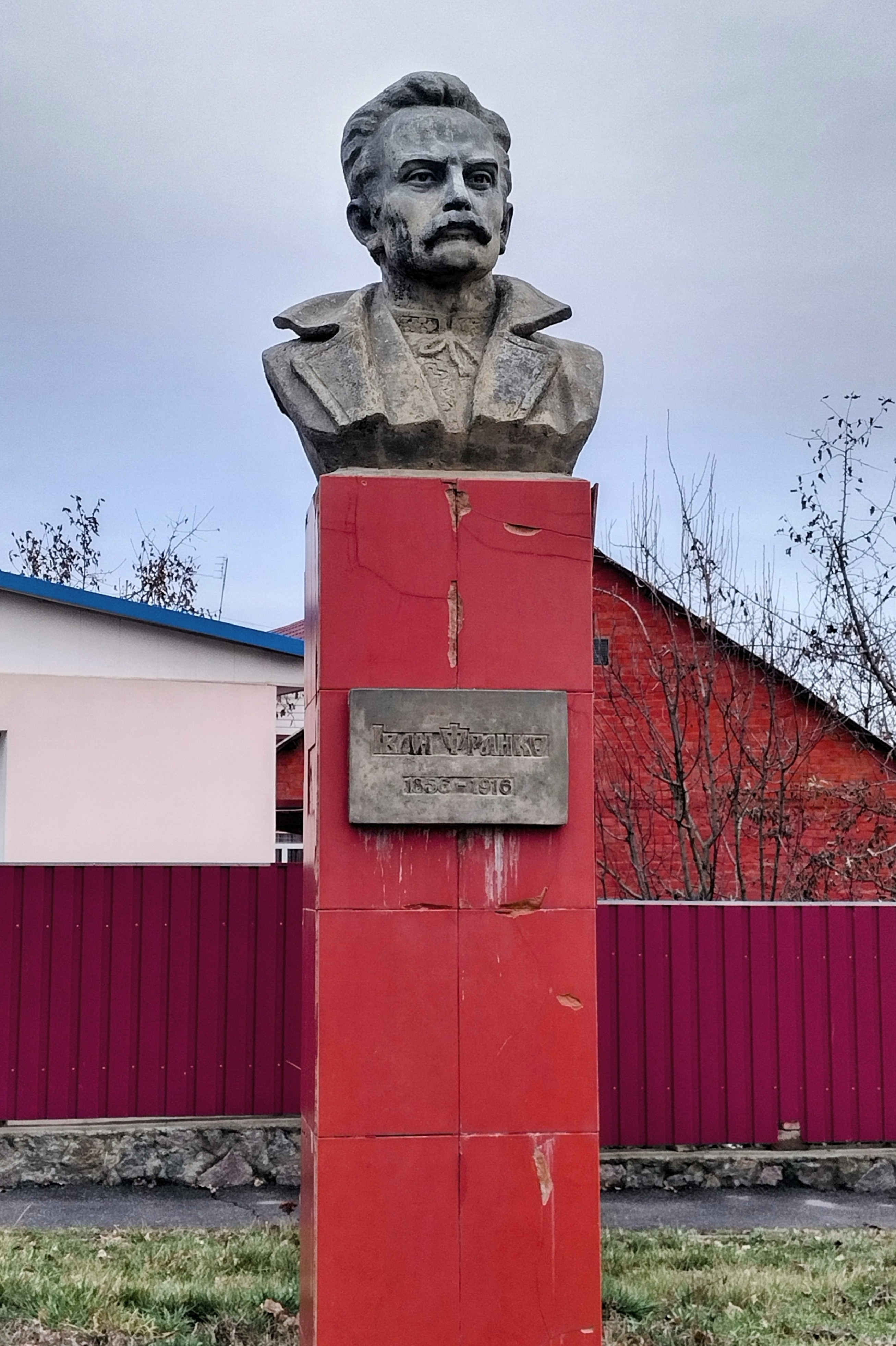
Пам'ятник Іванові Франку